# Tyland Lannister
Tyland Lannister szereplő George R. R. Martin amerikai író A tűz és jég dala című fantasy regénysorozatában, illetve annak televíziós adaptációjában, a Sárkányok házában.
A Lannister-ház lovagja volt. Királyvár Kistanácsában szolgált, I. Viserys király idején hajómester, II. Aegonnál pénzmester, míg III. Aegon Segítőjeként volt tagja. Jason Lannister Kaszter Hegy urának az ikertestvére. A Sárkányok háza televíziós sorozatban Jefferson Hall alakítja. A sorozat magyar nyelvű változatában a szereplő állandó szinkronhangja Papp Dániel.

## Története a könyvekben

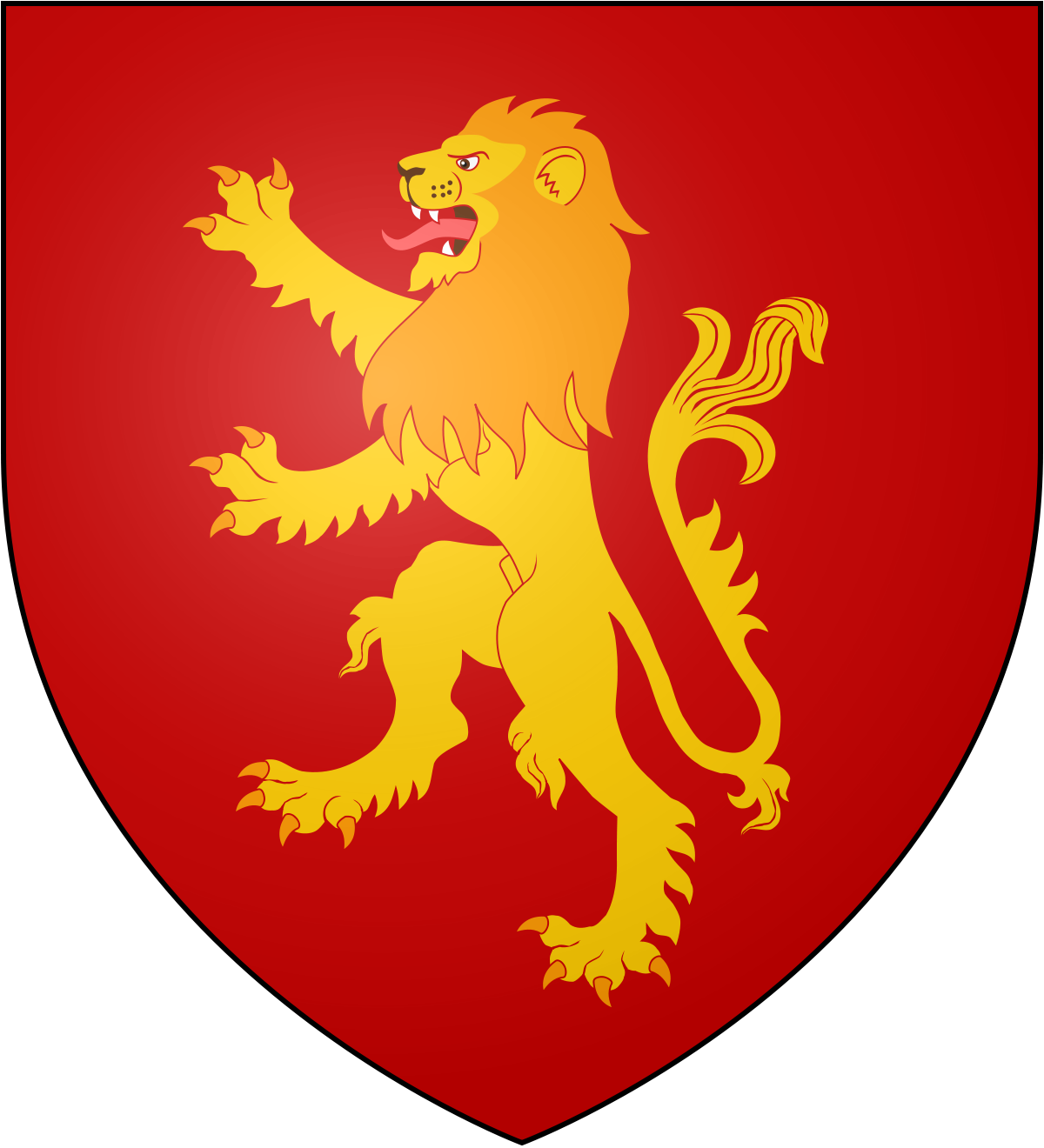
A Lannister-ház címere

### Karakterleírás
Sosem házasodott meg, és gyermekeket sem hagyott maga után. Ravasz ember volt.

### Fiatal évei
H. u. 112-ben egy Kaszter Hegyen tartott lakoma során ikertestvérével sikertelenül próbálkoztak megkérni Rhaenyra Targaryen hercegnő kezét. A H. u. 101-es évi Nagytanácson, amin az örökösödés rendjéről határoztak a Lannister-ház Viserys herceget támogatta, aminek néhány évvel később meg is lett a jutalma, mivel királyként hajómesternek nevezte ki.

### A Sárkányok tánca
Viserys király halálának éjszakáján a Kistanács többi tagjával Alicent királynő termében gyűltek össze. Hajnalig tárgyalták az öröklés kérdését. Ser Tyland rámutatott, hogy akik Rhaenyra hercegnőre felesküdtek azon nemesek közül sokan már halottak, már huszonnégy éve volt. H. u. 105-ben történt, ő nem tett ilyen esküt, hiszen akkor még gyermek volt.
A Sárkányok tánca kezdetén Ser Tylandot Alicent Hightower királynő pénzmesternek nevezte ki, és azonnal át is vette a felügyeletet a királyi kincstár felett. A korona aranytartalékát négy részre osztotta. Egy részt a braavosi Vasbankra bízott megőrzésre, egyet erős védelem alatt Kaszter Hegyre küldött, egyet pedig Óvárosban helyezett biztonságba. A maradékot vesztegetésekre és ajándékokra szánta, valamint fogadtak fel zsoldosokat.
Aemond Targaryen herceg testvére távollétében régensként uralkodott, Tyland támogatta a herceg javaslatát, hogy csatába induljanak Daemon és a lázadó folyami urak ellen Harrenhalnál. H. u. 130-ban Rhaenyra vér nélkül kaparintotta meg Királyvárt, Tyland az udvar azon tagjai közé tartozott, akiket Maegor Erődjének celláiba zártak. Rhaenyra kínzómesterei megvakították, kitépték körmeit és levágták férfiasságát, abban a reményben, hogy sikerül visszaszerezni a korona kincstárának egy részét, de nem árulta el.
Rhaenyra elmenekült, Ser Perkin emberei találták meg a cellában a korábbi pénzmestert, közben Trystane Truefyre királynak kiáltotta ki magát, azt állította, hogy l. Viserys vér szerinti fia. Miután a várost visszavették a zöldek, Tylandot újra visszahelyezték pénzmesternek. Amikor a Három Folyó hada és Cregan Stark nagyúr északi serege Királyvár felé haladt, akkor azt javasolta, hogy Lysből vagy Tyroshból toborozzanak zsoldos kompániákat. Corlys Velaryon feleslegesnek gondolta, nem érnének időben a fővárosba. II. Aegon Rhaenyra Aegonját a Falra akarta küldeni, vagy eunuchként szolgálhat tovább, de nővére vérvonalának meg kell szakadnia. Ser Tyland Ifjabb Aegon azonnali kivégzése mellett szólt, mivel élete végéig veszélyes lehet a királyra.
II. Aegon király végül elküldte a Szabad Városokba, hogy zsoldosokat toborozzon neki Rhaenyra fia, a későbbi III. Aegon és támogatói ellen.

### III. Aegon Segítője
II. Aegon Targaryen király halála után nem sokkal tért vissza Myrről. III. Aegon még csupán tizenegy éves volt, mikor király lett. Megtették a király Segítőjének, Leowyn Corbray pedig a Birodalom Védelmezője lett. Felettük a régenstanács foglalt helyett. Hivatalos alkalmakkor selyemcsuklyát viselt, mivel az udvarba újonnan érkezett hölgyek közül néhányan elájultak ha meglátták az eltorzított arcát. A csuklya nem volt jó választás számára, mivel Királyvár népe nemsokára már a Vörös Toronyban rejtőző gonosz álarcos boszorkánymesterről kezdett suttogni, valamint „csuklyás Segítő’’-nek hívták.
Annak ellenére, hogy korábban II. Aegon királyt szolgálta, és III. Aegon halála mellett érvelt koronázása előtt, Tyland hűségesen és jól szolgálta őt Segítőként. Ragaszkodott ahhoz az állításához, hogy fogalma sincs már arról, ki volt fekete és ki volt zöld. Fáradhatatlanul azon dolgozott, hogy a királyság kereskedelmét rendbe tegye, ami a háború alatt összeomlott. A Rhaenyra királynő és Bartimos Celtigar nagyúr által kivetett adókat eltörölte, kölcsönöket adott a háború alatt elpusztult birtokok újjáépítésére, és három megerősített magtár építését rendelte el Királyvárban, Lannisrévben és Sirályvárosban, majd parancsot adott a megtöltésükre elegendő takarmány vásárlására. Helyreállíttatta a Sárkányvermet, Királyvár kapuit is megerősítették kívül-belül. A Koronának ötven hadihajó építését rendelte el, hogy a hajóácsoknak legyen munkájuk, valamint a Triarkátus flottája ellen kívánt védekezni velük, bár sokan azt gyanították, hogy a Korona függését kívánta csökkenteni a Velaryon-háztól. Az általa megrendelt hadihajókból végül csak tíz készült el.
A Lépőköveknél ismét háború dúlt és Pentos, Braavos és Lorath követeket küldtek Királyvárba egy szövetség reményében, de Tyland elutasította ezt, mivel nagy hiba lenne belebonyolódnia a Koronának a Szabad Városok harcaiba. H. u. 132-ben Orwyle nagymestert a kis tanács esküszegőnek nyilvánította és halálra ítélte. Ser Tyland ragaszkodott ahhoz, hogy még nincs királyi ítélet-végrehajtója az udvarnak, addig a kivégzést el kell halasztani, ő maga meg nem tudja végrehajtani az ítéletet. Egy kényelmes toronycellába zárták a nagymestert, amíg nem találnak alkalmas hóhért. Tollat, tintát és papirost is kapott, így folytathatta vallomásai elkészítését, közel két éven keresztül. Eustace septon és Gomba szerint a régi barátságuk meg az együtt átéltek befolyásolták a Segítő döntését.
Ugyan ebben az évben az utódlásról szóló megbeszélés is kezdetüket vették. Tyland tájékoztatta Lady Baela Targaryent, hogy a kis tanács férjet választott számára. Baela nem értett egyet a Kistanács döntésével, és azt állította, hogy Rowan úr két fiával is ágyba bújt. A Segítő visszaküldte a szobájába, és őröket állított az ajtaja elé, míg a régensek megtárgyalják az ügyet. Másnap elszökött és Alyn Velaryonhoz menekült, majd össze is házasodtak. Több felháborodott régens is azt követelte Tylandtól, hogy kérje meg a főseptont a házasság megsemmisítésére. Nem tett eleget a kérésnek, helyette elterjesztette, hogy a házasság a király és az udvar jóváhagyásával történt, mivel szerinte a valódi botrány Baela úrnő szembeszállása volt, nem pedig házastársa személye. Amikor Rhaena úrnőnek férjet kerestek, akkor javasolta, hogy a lányt is avassák be a megbeszélésekbe.
H. u. 133 harmadik napján a Téli Láz megérkezett Királyvárba. Elrendelte a Vörös Torony kapujának bezárását, hogy megóvja a betegségtől a királyt és az udvart. Végül ő maga is elkapta és két nap alatt végzett vele. III. Aegon és Eustace septon vele volt halálakor.

### Öröksége
Ser Tylandet sosem kedvelték, részben a kínzások utáni fizikai megjelenése miatt, részben a Sárkányok Tánca során tett tettei miatt. A feketék közül azért mert II. Aegont arra biztatta, hogy Rhaenyra királynő Aegonját öljék meg, de amikor III. Aegon néven trónra lépett, akkor szolgálatába szegődött és hűségesen és jól szolgálta Segítőként, ezért meg a zöldek utálták.

## A szereplő története a sorozatban

### Első évad
Részt vett a királyi vadászaton, amit Aegon herceg második születésnapjának tiszteletére rendeztek. A vadászat előtt arra kéri Viserys királyt, hogy lépjen fel a Lépőköveken zajló háború ellen, mivel a Triarkátus nyerésre áll. Figyelmen kívül hagyja tanácsát, mivel nem akar fia születésnapján politikai ügyekkel foglalkozni.
A Lépőkövek háborúja után Corlys Velaryon eltávolodott a kistanácstól és az udvartól. Az egyik ülésen azt mondja, hogy a ráketetőt elcserélték egy tengeri kígyóra. Részt vett Rhaenyra Targaryen hercegnő és Laenor Velaryon esküvőjén.
A következő években Tyland továbbra is hajómesterként szolgál Viserys tanácsában. Tyland vezeti a tanácsülést, és felveti azokat az ügyeket, amelyek a korona figyelmét igénylik, mint például a Blackwoods és Brackens közötti határvita, valamint a Triarkátus új szövetsége a Martell-házzal.
Hat évvel később eljutott a híre a fővárosba, hogy a Tengeri Kígyó súlyos sebet szerzett a Lépőköveknél, a korona figyelmét felkeltette Hullámtörő utódlásának kérdése. Corlys öccse, Vaemond azonnal bejelentkezik a Lépőkövekért. Kérvényezi Királyvárban, hogy Lucerys Velaryont távolítsák el örökösödési sorrendből törvénytelenségére hivatkozva. A tanácskozás során Tyland kétségbe vonja Lucerys képességeit a Velaryon flotta potenciális parancsnokaként, emlékeztetve a tanácstagokat, hogy Hullámtörőtől távol nevelkedett.
Viserys király halála után Otto Hightower összehívja a Kistanács rendkívüli ülését, hogy megvitassák a korona utódlását. Tyland viccesen megkérdezi, hogy megtámadta Dorne őket, hogy késő este van az ülés. Tudomást szerez a király haláláról, akkor elszomorodik, majd Otto közli a király állítólagos kívánságát, fia Aegonról. Megjegyzi, hogy ez esetben Viserys teljes jóváhagyásával vághatnak be tervükbe, miszerint Aegont koronázzák meg. Otto megemlíti, hogy le kell váltani a Városi Őrség két kapitányát, akik feltehetőleg még mindig hűek Daemon Targaryenhez. Tyland közli, hogy a kincstár az ők felügyelete alatt van és hogy szétosztva több biztonságos helyre küldik a korona vagyonát.
Lyman Beesbury nagyúr megdöbbenve tapasztalja, hogy Otto, Tyland, Jasper Wylde és Orwyle nagymester Rhaenyra lecserélését tervezik. Meg akarják tagadni Viserys választott örökösét egy szélhámora, Aegonra. Emlékezteti a tanácsot, hogy több száz úr és birtokos lovag tett hűbéresküt a hercegnőnek. Tyland visszautasítja ezt az állítás, hiszen az már húsz éve volt és a legtöbbjük már halott. Rámutat, hogy Viharvég gondot jelenthet, mivel Lord Borros Baratheon hűségét nem lehet biztosra venni, de van négy lánya akik tárgyalási lehetőséget biztosíthatnak a zöldek javára.